# Pierre-Francisque Caroubel
Pierre-Francisque Caroubel, né en 1556 à Crémone et mort en 1611 à Paris, est un des premiers violonistes et compositeurs de la période baroque française.

## Vie et œuvre

### Violoniste au service d'Henri III et Henri IV
Petro Francisco Carnbello, né à Crémone, est attesté à Paris dès 1575 où il francise son nom en Pierre-Francisque Caroubel. Il est naturalisé par lettre royale en 1583. La même année, il épouse Catherine Lemaire. Caroubel travaille au service du roi Henri III ainsi que du frère de celui-ci, François-Hercule de Valois, duc d'Alençon. Il conserve son poste de  violon ordinaire de la Chambre du roi après l'accession d'Henri IV au trône,.

### En Allemagne; rencontre avec Praetorius
Vers 1610, il se rend à Wolfenbüttel, où il travaille à la cour de Friedrich Ulrich, duc de Brunswick-Wolfenbüttel, avec Michael Praetorius, à qui il donne une partie du répertoire des Vingt-Quatre Violons du Roy. Praetorius et lui ont arrangé, avec des harmonisations complexes à cinq parties, 82 danses (dont certaines existaient déjà), parmi lesquelles 78 ont été publiées dans le Terpsichore musarum de Praetorius en 1612. Plusieurs airs de ballet de Caroubel sont également inclus dans le recueil. 
Il rentre à Paris, et y meurt à l'été 1611.

### Descendance et succession
Après sa mort, son fils Nicolas-Francisque Caroubel (de) (1594-1657) reprend son poste dans l'orchestre royal.